# SC Blau-Weiß Papenburg
Der SC Blau-Weiß Papenburg ist ein Fußballverein aus Papenburg im niedersächsischen Landkreis Emsland. Die erste Mannschaft der Männer spielte ein Jahr in der Oberliga Niedersachsen.

## Geschichte
Der Verein entstand am 10. April 1994 durch die Fusion der beiden Vereine Germania Papenburg und Amisia Papenburg. Der Zusammenschluss war nicht unumstritten. Fusionsgegner auf Seiten der Germania gründeten bereits 1995 den FC Germania 95 Papenburg. Der SC Blau-Weiß Papenburg verfügt neben Fußball noch über die Abteilungen Inklusion – Blau-Weiß Kickers, Tischtennis, Fahrrad, FußballvereinT und Walking Football.

### Stammverein Germania
Die Germania wurde am 7. Juni 1908 als Schülerfußball-Klub Papenburg gegründet und benannte sich später zunächst in VfB Germania und dann in FC Germania um. Beheimatet war der Verein im bürgerlich geprägten Stadtteil Untenende. Der sportliche Aufschwung begann Ende der 1950er Jahre. 1957 stieg die Germania zunächst in die Amateurliga 8 auf und schaffte sechs Jahre später den Sprung in die Amateuroberliga, seinerzeit die höchste niedersächsische Spielklasse. Als Zehnter der Saison 1963/64 wurde die Qualifikation zur eingleisigen Landesliga verpasst. 1965 verpassten die Germanen den Aufstieg in die Landesliga nach einer 2:4-Niederlage im Entscheidungsspiel gegen Blau-Weiß Borssum. Sechs Jahre später erreichte die Mannschaft die Aufstiegsrunde zur Landesliga, scheiterte dort aber am FC Schöningen 08 und der SpVgg Preußen Hameln. Ende der 1970er Jahre setzte eine sportliche Talfahrt ein, die die Germania 1980 bis in die Kreisliga brachte. 1988 erreichten die Germanen die Bezirksoberliga Weser-Ems und wurde dort 1991 Vizemeister hinter den Amateuren des VfB Oldenburg.

### Stammverein Amisia
Fusionspartner Amisia wurde im Jahre 1909 gegründet und war im proletarisch geprägten Stadtteil Obenende beheimatet. Im Jahre 1953 trat der Verein Grün-Weiß Papenburg, der nach dem Ende des Zweiten Weltkrieges gegründet wurde, der Amisia bei. Die Amisia stieg im Jahre 1968 in die Verbandsliga West, seinerzeit die zweithöchste Spielklasse in Niedersachsen, auf und gehörte dieser bis zur Auflösung der Spielklasse im Jahre 1979 an. Der Club wurde in die neu geschaffene Bezirksoberliga Weser-Ems eingruppiert, aus der die Amisia prompt abstieg. 1988 ging es für den Verein dann in die Bezirksklasse hinunter, ehe der Amisia dann im Jahre 1993 der Wiederaufstieg in die Bezirksliga gelang. Für Schlagzeilen sorgte das Derby gegen die Germania am 9. Februar 1973. Beim Stand von 2:0 für die Germania brach ein Torpfosten. Die Anhänger der Amisia stürmten daraufhin das Spielfeld und verhinderten damit eine Reparatur des Tores.

### SC Blau-Weiß
Mit der Fusion wurden die Ziele verfolgt, in Papenburg „besseren Fußball zu bieten und bis zum Jahre 2000 in der Oberliga zu spielen“. Der Verein übernahm den Platz der Germania in der Landesliga Weser/Ems und stieg im Jahr 2000 statt wie geplant auf, sondern in die Bezirksliga ab und wurde in der folgenden Saison 2000/01 gar in die Bezirksklasse durchgereicht. Dort wurden die Blau-Weißen 2003 Vizemeister hinter Rasensport Lathen und scheiterten in der Aufstiegsrunde zur Bezirksliga am BV Garrel. Zwei Jahre später wurden die Papenburger erneut Vizemeister, dieses Mal hinter dem FC Schapen. In der Aufstiegsrunde setzte sich die Mannschaft durch und stieg in die Bezirksliga auf. Im Jahre 2008 gelang dann der Aufstieg in die Bezirksoberliga Weser-Ems, wo die Blau-Weißen zwei Jahre später Vizemeister hinter dem FC Schüttorf 09 wurden.
Doch bereits im Jahre 2013 ging es wieder hinunter in die Bezirksliga. Nach Vizemeisterschaften in den Jahren 2014 und 2015 hinter dem TuS Lingen bzw. Vorwärts Nordhorn gelang 2017 der Wiederaufstieg in die Landesliga Weser-Ems. Fünf Jahre später gelang dann schließlich der Aufstieg in die Oberliga Niedersachsen. Am letzten Spieltag gewannen die Papenburger mit 2:0 beim FC Schüttorf 09, während Konkurrent SC Melle 03 gleichzeitig mit 1:3 gegen den SV Hansa Friesoythe verlor. Die folgende Oberliga-Saison 2022/23 beendeten die Blau-Weißen als Tabellenletzter und stiegen wieder in die Landesliga ab. Dort wurden die Papenburger 2025 Vizemeister hinter dem SV Holthausen/Biene.

## Stadion
Der SC Blau-Weiß Papenburg trägt seine Heimspiele im Parkstadion Obenende aus. Das Stadion bietet Platz für 4000 Zuschauer. Es ist ein reines Fußballstadion, wo auf Naturrasen gespielt wird. Vor der Fusion zum SC Blau-Weiß spielte hier Amisia Papenburg.

## Erfolge
- Aufstieg in die Oberliga Niedersachsen: 2022
- Aufstieg in die Landesliga/Bezirksoberliga Weser-Ems: 2008, 2017

## Persönlichkeiten
- Benjamin Gommert, war Drittligaspieler beim VfB Lübeck und bei Wacker Burghausen
- Toma Ihlenburg, wurde Bundesligaspielerin beim SV Meppen
- Marek Janssen, wurde Drittligaspieler beim SV Meppen
- Noah Kruth, wurde Zweitligaspieler beim 1. FC Magdeburg
- Martin van der Pütten, war Zweitligaspieler beim SV Meppen
- Werner Rusche, war Bundesligaspieler beim Hamburger SV
- Manfred Schulte, war Zweitligaspieler beim SV Meppen
- Sarah Schulte, wurde Bundesligaspielerin beim SV Meppen